# Air Century
Air Century ist eine Fluggesellschaft in der Dominikanischen Republik mit Sitz in Santo Domingo und Basis auf den Flughafen La Isabela. 

## Flotte

### Aktuelle Flotte

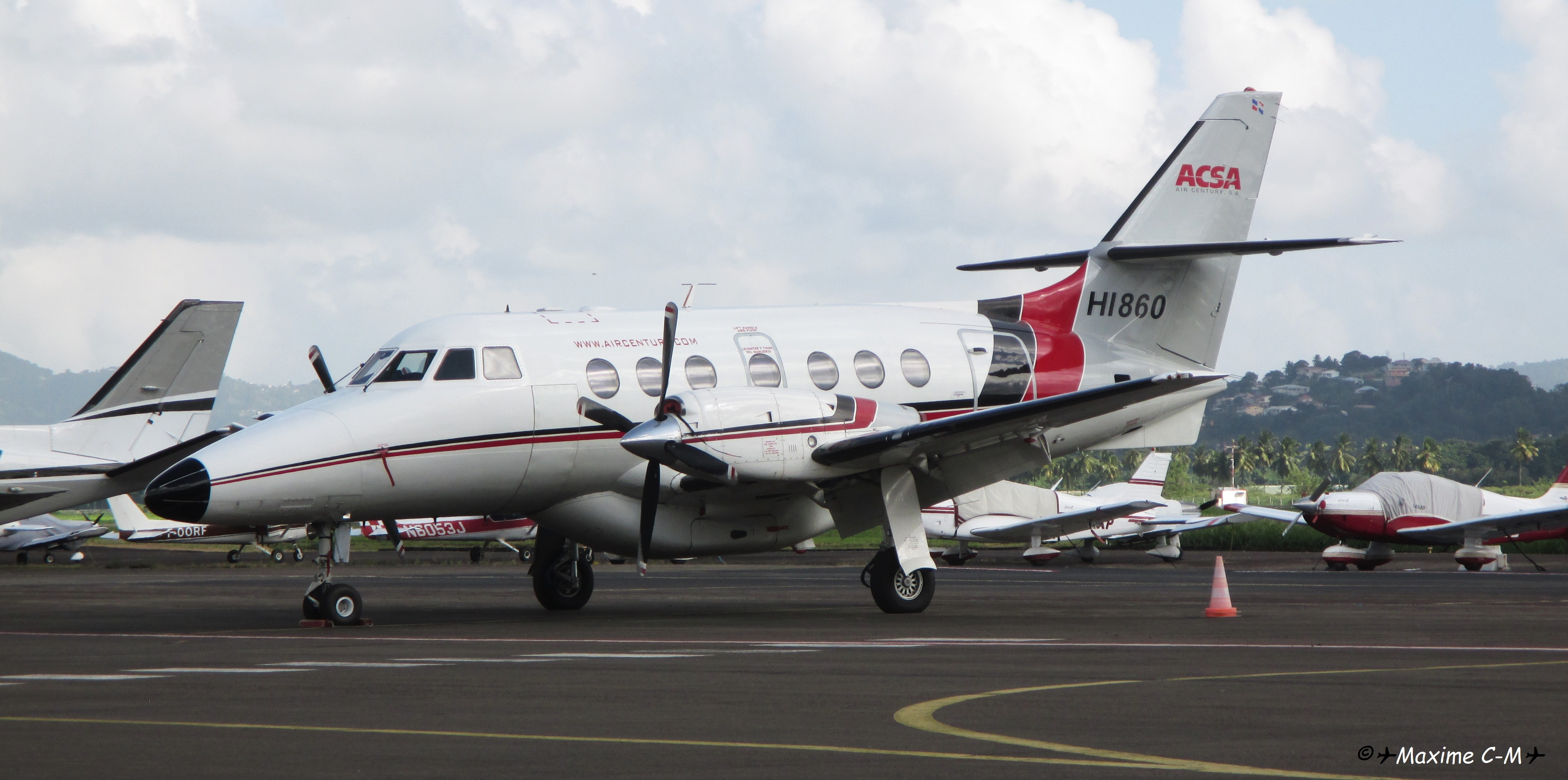
Eine BAe Jetstream der Air Century, 2014

Mit Stand März 2022 besteht die Flotte der Air Century aus fünf Flugzeugen mit einem Durchschnittsalter von 23,8 Jahren:
| Flugzeugtyp         | aktiv | bestellt | Anmerkungen | Sitzplätze (Business/Economy) |
| ------------------- | ----- | -------- | ----------- | ----------------------------- |
| ATR 72-200F         | 1     |          |             | Cargo                         |
| Bombardier CRJ200ER | 3     |          |             | 50                            |
| Saab 340B           | 1     |          |             | 34                            |
| Gesamt              | 5     | -        |             |                               |

### Ehemalige Flugzeugtypen
- British Aerospace Jetstream 31
- British Aerospace Jetstream 32